# ستيف بارتليت
ستيف بارتليت (بالإنجليزية: Steve Bartlett)‏ هو سياسي أمريكي، ولد في 19 سبتمبر 1947 في لوس أنجلوس في الولايات المتحدة. حزبياً، نشط في Republican Party of Texas ‏ والحزب الجمهوري. في انتخابات مجلس النواب الأمريكي 1990 ‏، انتخب عضو مجلس النواب الأمريكي عن دائرة الدائرة الكونغرسية الثالثة لتكساس ‏ وقد انضم خلال فترته النيابية ‏ (3 يناير 1991 – 11 مارس 1991)  للكتلة البرلمانية الحزب الجمهوري وانتخب عمدة دالاس، تكساس ‏ (1991 – 1995) وانتخب عضو مجلس النواب الأمريكي عن دائرة الدائرة الكونغرسية الثالثة لتكساس ‏ (3 يناير 1983 – 11 مارس 1991).